# Sher-Gil (krater)
Sher-Gil är en nedslagskrater på planeten Merkurius, med en diameter på ungefär 77 kilometer.
2008 uppkallades kratern efter den indiska konstnären Amrita Sher-Gil.